# Władimir Judowski
Władimir Grigorjewicz Judowski (ros. Влади́мир Григо́рьевич Юдо́вский, ur. 15 sierpnia 3 sierpnia?/15 sierpnia 1880 w Nowogieorgijewce w guberni chersońskiej, zm. 24 października 1949 w Moskwie) – rosyjski rewolucjonista i wojskowy, działacz komunistyczny.

## Życiorys
Od 1894 kształcił się w felczerskiej szkole ziemskiej w Woroneżu, od 1897 był związany z ruchem socjaldemokratycznym, 1903 wstąpił do SDPRR, bolszewik, 1900-1902 i 1904-1906 służył w rosyjskiej armii. Kilkakrotnie aresztowany, był skazany na zesłanie, od kwietnia 1917 członek rejonowego komitetu SDPRR(b) w Piotrogrodzie, 1917 członek Piotrogrodzkiego Komitetu SDPRR(b), od września 1917 członek Sztabu Czerwonej Gwardii w Odessie. Od 15 grudnia 1917 członek Komitetu Wojskowo-Rewolucyjnego Frontu Rumuńskiego, od grudnia 1917 do stycznia 1918 przewodniczący Centralnego Komitetu Wykonawczego (CIK) Rad Frontu Rumuńskiego, Floty Czarnomorskiej i obwodu odeskiego i przewodniczący Wydziału Wojskowego tych Rad, od 17 do 31 stycznia 1918 przewodniczący Odeskiego Komitetu Wojskowo-Rewolucyjnego, od 31 stycznia do 28 lutego 1918 przewodniczący Rady Komisarzy Ludowych Odeskiej Republiki Radzieckiej. Od stycznia 1918 przewodniczący Komitetu Rewolucyjnego ds. Walki z Hajdamakami i Białogwardzistami, od 1918 członek Moskiewskiego Gubernialnego Komitetu RKP(b), przewodniczący Wojskowej Inspekcji Ukraińskiej SRR, 1920-1921 członek KC Komunistycznej Partii (bolszewików) Turkiestanu, od 1921 pełnomocnik KC RKP(b) w Kirgizji. Do 1923 członek tulskiego gubernialnego komitetu RKP(b), 1923-1949 wykładowca Komunistycznego Uniwersytetu im. Swierdłowa, Moskiewskiego Państwowego Instytutu Pedagogicznego i 2 Moskiewskiego Uniwersytetu Państwowego. Odznaczony Orderem „Znak Honoru”.